# David Chariandy

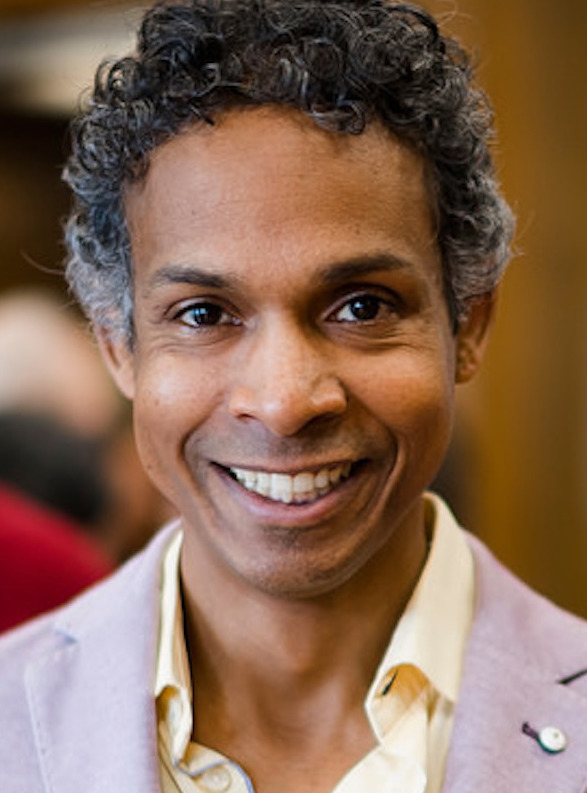
David Chariandy

David Chariandy (* 1969 in Scarborough, Metropolitan Toronto) ist ein kanadischer Autor englischer Sprache.

## Leben und Werk
Sein 2007 erschienener Debütroman Soucouyant erhielt mehrere Auszeichnungen und war für verschiedene Literaturpreise (Amazon.ca First Novel Award, Ethel Wilson Fiction Prize, 2007) nominiert. Darunter war Kanadas wichtigster Buchpreis, der Governor General’s Award for Fiction, sowie der International IMPAC Dublin Literary Award, der „Commonwealth Writers’ Prize for Best First Book“ und andere. Für Brother wurde Chariandy 2017 mit dem Rogers Writers’ Trust Fiction Prize sowie 2018 mit dem Ethel Wilson Fiction Prize sowie dem Toronto Book Award ausgezeichnet. 2019 erhielt Chariandy einen Windham–Campbell Literature Prize in der Kategorie „Fiction“. 2022 wurde er in die Royal Society of Canada gewählt.
2006 gründete Chariandy gemeinsam mit Wayde Compton und Karina Vernon den ersten afrokanadischen Verlag unter dem Namen „Commodore Books“.
Chariandy lebt im kanadischen Vancouver und unterrichtet Literatur an der Simon Fraser University.
Sein Roman Brother spielt während der Achtziger- und frühen Neunzigerjahre in Scarborough und erzählt von der Bruderliebe zwischen dem Ich-Erzähler Michael und seinem ein Jahr älteren Bruder Francis, der 1991 von weißen Polizisten erschossen wurde.

## Werke
- Soucouyant. 2007
  - Übers. Melanie Walz: Der karibische Dämon. Roman. Suhrkamp, 2009
- Austin Clarke: In this city. (Exile Classics, 10). Vorwort David Chariandy. Exile Ed., University of Michigan 2010 ISBN 1-55096-106-3
- Harold Sonny Ladoo: No pain like this body. 1972. Vorwort Dionne Brand. Anansi, Toronto 2003; wieder mit Vorwort von David Chariandy, ebd. 2013
- Brother. McClelland & Stewart, Toronto 2017; Bloomsbury Publishing, 2018 ISBN 1-4088-9726-1 (getrennte Ausg. für USA/GB)
  - Dieses Buch nahm teil am Wettbewerb von Canada Reads/Le combat des livres, anglophone Sparte, 2019